# Nils Sandström
Nils Sandström (Nils Gottfrid Sandström; * 9. August 1893 in Göteborg; † 17. Juni 1973 in Stockholm) war ein schwedischer Sprinter.
Bei den Olympischen Spielen 1920 in Antwerpen gewann er in der 4-mal-100-Meter-Staffel mit der schwedischen Mannschaft Bronze. Über 100 m schied er im Vorlauf aus, über 200 m erreichte er das Viertelfinale.
1919 und 1920 wurde er nationaler Meister über 100 m.

## Persönliche Bestzeiten
- 100 m: 10,7 s, 20. August 1921, Stockholm
- 200 m: 22,2 s, 20. August 1922, Stockholm